# میچیکو ناگای
میچیکو ناگای (انگلیسی: Michiko Nagai; ۳۱ مارس ۱۹۲۵ – ۲۷ ژانویهٔ ۲۰۲۳) رمان‌نویس، و فیلم‌نامه‌نویس اهل ژاپن بود.